# Horní Heřmanice (ort i Tjeckien, Pardubice)
Horní Heřmanice är en ort i Tjeckien.   Den ligger i regionen Pardubice, i den östra delen av landet, 160 km öster om huvudstaden Prag. Horní Heřmanice ligger 571 meter över havet och antalet invånare är 493.
Terrängen runt Horní Heřmanice är kuperad åt nordväst, men åt sydost är den platt. Terrängen runt Horní Heřmanice sluttar söderut. Runt Horní Heřmanice är det ganska tätbefolkat, med 60 invånare per kvadratkilometer. Närmaste större samhälle är Šumperk, 18,5 km öster om Horní Heřmanice. Omgivningarna runt Horní Heřmanice är en mosaik av jordbruksmark och naturlig växtlighet.